# Giuseppe Mario Gioda
Giuseppe Mario Gioda (Torino, 7 luglio 1883 – Torino, 28 settembre 1924) è stato un politico, giornalista e pubblicista italiano.

## Biografia
Socialista anarchico, iniziò lavorando come operaio tipografo. Sufficientemente scolarizzato, ebbe per tutta la vita la passione giornalistica collaborando all'inizio con giornali locali di ispirazione socialista e anarchica.
Nel 1912 aderì all'Unione Sindacale Italiana (Usi) che, capitanata da Filippo Corridoni e Alceste de Ambris, si scisse dalla gradualista CGdL. Molti di quegli uomini (tra cui Gioda) nel 1914 divennero interventisti contrapponendosi al neutralismo dei socialisti italiani. Furono ben presto seguiti da Benito Mussolini, l'allora direttore dell'Avanti!. Rimonta a quel periodo l'amicizia tra Gioda e Mussolini e la conseguente collaborazione del primo come corrispondente, da Torino, del Popolo d'Italia che, dopo la cacciata dal Partito Socialista Italiano, il futuro Duce aveva fondato. Sempre nel 1914 pubblica il libro Torino sotterranea illustrata che, con prosa futurista, descrive la vita dei sobborghi dellà città sabauda.
Nel 1915 Mario Gioda partì volontario, pochi mesi dopo l'entrata in guerra dell'Italia, ma fu tuttavia esonerato dal fronte dopo un anno per motivi di salute (l'inizio della leucemia che lo porterà alla morte nel 1924). Terminata la guerra si impiegò alla Reale Mutua Assicurazioni di Torino come impiegato, pur continuando a svolgere il compito di corrispondente. 

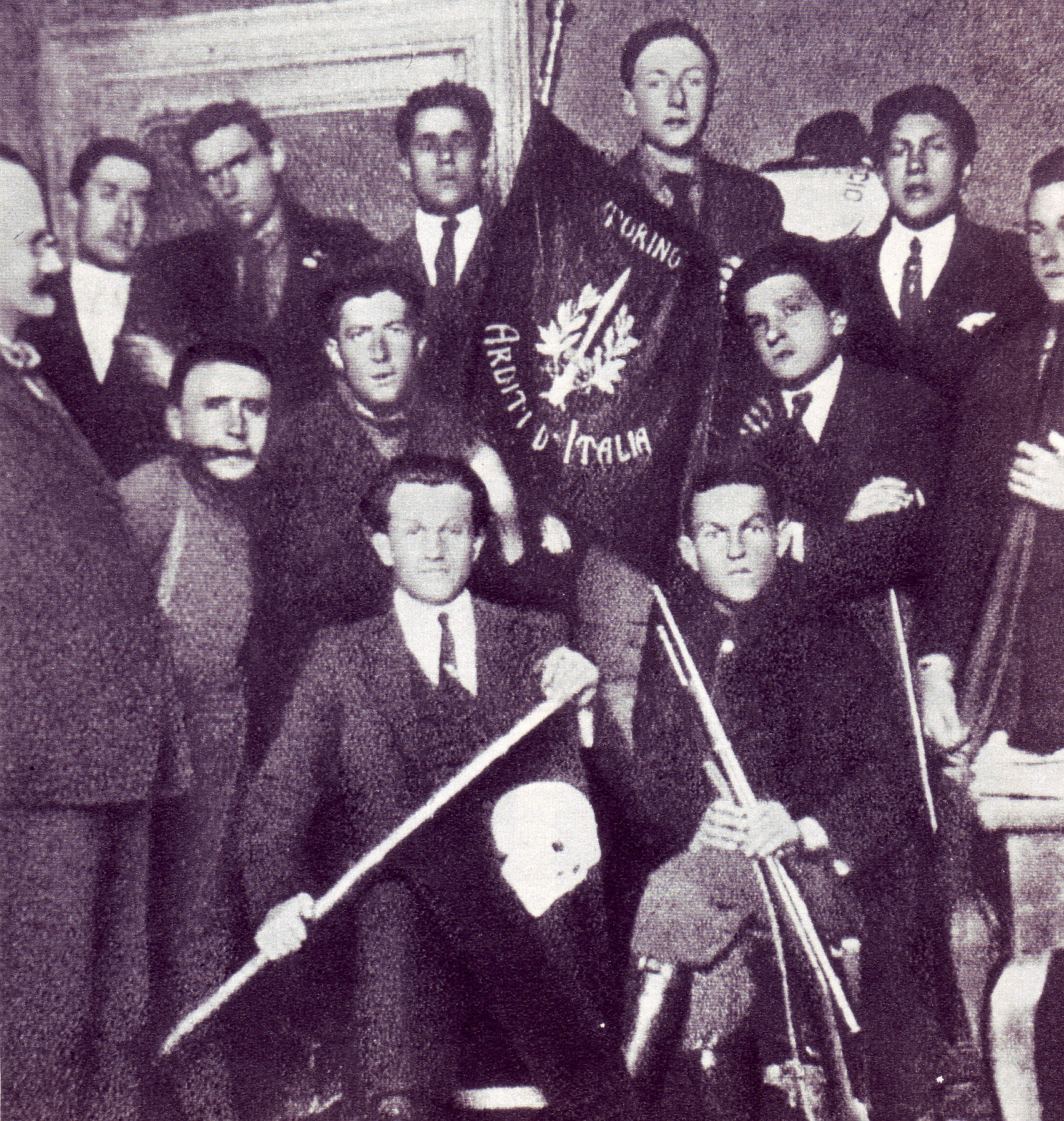
Sezione torinese degli Arditi: all'estrema sinistra, di profilo, Mario Gioda, al centro Carlo Cherasco

Nel 1919 partecipò alla fondazione dei Fasci italiani di combattimento di Mussolini in Piazza San Sepolcro a Milano e per questo potrà fregiarsi del titolo di Sansepolcrista. Fondò, sempre in quell'anno, con pochi seguaci, il movimento fascista di Torino, composto all'inizio da piccoli borghesi e operai. Fervente mussoliniano, lo appoggiò nel portare avanti il “Patto di pacificazione”. In antitesi con De Vecchi ebbe alterne vicende a Torino, stigmatizzò con Massimo Rocca i fatti di Torino del 1922, quando le squadre di Brandimarte, prendendo a pretesto una sparatoria tra fascisti e comunisti, compirono un vero e proprio eccidio tra gli oppositori. In un primo tempo sembrò che Mussolini dovesse dare ragione a quei fascisti che si dichiararono revisionisti (Massimo Rocca). In un secondo tempo, pur sciogliendo le squadre, le sostituì con la milizia, di cui però diede il comando proprio a Piero Brandimarte e al suo mentore Cesare Maria De Vecchi.
Mario Gioda fu eletto deputato alle elezioni del 1924, sedendo in Parlamento solo per qualche mese, prima che la malattia prendesse il sopravvento. Morì a Torino in quello stesso anno a 41 anni. È sepolto nel Cimitero monumentale di Torino (prima ampliazione).